# Sinosauropteryx
Sinosauropteryx ("llangardaix xinès amb plomes") és un gènere representat per una única espècie de dinosaure teròpode compsognàtid amb plomes, que va viure a mitjans del període Cretaci, fa aproximadament 120 milions d'anys, a l'Aptià, al que avui és Àsia. Va habitar la Xina durant el Cretaci Inferior i probablement va ser un parent proper del Compsognathus. Va ser el primer gènere de dinosaure trobat a la Biota de Jehol a la Província de Liaoning. El fòssil, extremadament ben preservat, mostra que el Sinosauropteryx va estar cobert d'una capa de plomes molt simples. Aquestes plomes consistien d'una estructura ramificada en dos molt simple, similar a les plomes secundàries del modern kiwi. En determinades plomes s'han conservat estructures que indiquen la coloració, fet que fa del Sinosauropteryx el primer dinosaure no avilià del qual s'ha determinat el color. La coloració inclou una cua amb bandes vermelloses i clares. S'ha presentat una interpretació alternativa de les impressions filamentoses com a restes de fibres de col·lagen.